# Землетрясение на Западной Яве (2022)
21 ноября 2022 года землетрясение магнитудой 5,6 произошло недалеко от Чианджура на Западной Яве, Индонезия. Плохое качество построек и высокая плотность населения привели к очень большому количеству жертв для такого масштаба землетрясения: 268 человека погибли и более 700 получили ранения. Сообщается о масштабных разрушениях.

## Тектоническая обстановка
Ява находится вблизи активной конвергентной границы, которая разделяет Зондскую плиту на севере и Австралийскую плиту на юге. На границе, отмеченной Зондским жёлобом, движущаяся на север Австралийская плита погружается под Зондскую плиту. Зона субдукции способна генерировать землетрясения магнитудой до 8,7, в то время как на Австралийской плите могут также происходить более глубокие землетрясения в нисходящей литосфере (внутрипластовые землетрясения) под побережьем Явы. Зона субдукции произвела два разрушительных землетрясения и цунами в 2006 и 1994 годах. Внутриплитное землетрясение 2009 года также вызвало сильные разрушения.

## Землетрясение
По данным Агентства метеорологии, климатологии и геофизики (BMKG), землетрясение произошло на глубине 11 км и было классифицировано как поверхностное событие. Оно имело сдвиговый очаговый механизм и связано с сейсмической активностью в разломе Чимандири. Модифицированная интенсивность Меркалли V—VI ощущалась в Чианджуре, а в Гаруте и Сукабуми — IV—V. В Чимахи, Лембанг, Бандунг-Сити, Цикалонг-Ветан, Рангкасбитунг, Богор и Байя ощущалось землетрясение III степени. К 14:55 21 ноября было зафиксировано 28 афтершоков магнитудой от 1,8 до 4,0.
Землетрясения в Чианджуре регистрируются с 1844 года. В 1910, 1912, 1958, 1982 и 2000 годах землетрясения причинили ущерб и вызвали человеческие жертвы в этом районе. Разлом Чимандири имеет 100 километров в длину и пролегает вдоль одноимённой реки. Он простирается от залива Палабуханрату до регентства Чианджур. Это сдвиговый разлом с небольшой вертикальной составляющей на участке от залива Палабуханрату к юго-востоку от Сукабуми. Наряду с разломами Лембанг и Барибис эти структуры могут генерировать разрушительные землетрясения.

## Жертвы
По данным Национального агентства по противодействию стихийным бедствиям (BNPB), погибло не менее 162 человек. Большинство смертей было вызвано обрушением зданий. Пострадали более 700 человек. Десятки учеников получили ранения в результате падения обломков в своих школах. Число жертв, вероятно, возрастет, поскольку жертвы все ещё погребены под обломками зданий, а один участок заблокирован оползнем. Ещё 3895 человек были эвакуированы.

## Ущерб
Несмотря на умеренный масштаб землетрясения, его малая глубина может вызвать сильное сотрясение. В BNPB заявили, что степень ущерба, нанесенного домам и зданиям, все ещё оценивается, но охарактеризовали ущерб как «огромный». Было повреждено более 2200 домов, в том числе 343 дома обрушились, включая один торговый центр. Были повреждены два правительственных здания, три школы, больница, религиозное учреждение и исламская школа-интернат. В Богорском районе пострадали четыре дома. Оползни перекрыли дороги. Оползень на национальной дороге Пунчак-Чипанас-Чианджур вынудил изменить направление движения. Вдоль дорог также нагромождены поваленные деревья, вырванные столбы электропередач и оборванные электрические кабели.

## Последствия
Землетрясение сильно ощущалось в Джакарте, столице Индонезии, в результате чего жители вышли на улицы. Многоэтажки закачались, и людей эвакуировали.
Раненые были доставлены в четыре больницы вокруг Чанджура. Из-за большого количества раненых, прибывающих в больницу Чанджур, на парковке был устроен полевой госпиталь. Губернатор Западной Явы Ридван Камил призвал группу быстрого реагирования Джабара. Группа прибудет в районы Кугенанг, Варунг Конданг и Пачет Чипанас округа Чианджур. Медицинская ассоциация Индонезии мобилизовала 200 врачей, а Национальное поисково-спасательное агентство мобилизовало персонал и оборудование в пять пострадавших районов.
По данным BNPB, поврежденные дома будут реконструированы с учётом сейсмостойкости. Министерство общественных работ и жилищного строительства мобилизовало персонал и тяжёлую технику для расчистки дорог от деревьев и обломков оползней. В Чанджурском районе отключили электричество. Рабочие Perusahaan Listrik Negara были задействованы для восстановления электроснабжения 366 675 клиентам после того, как землетрясение затронуло 1 957 подстанций.